# Švejkova budějovická anabáze
Švejkova budějovická anabáze je cesta z Tábora do Českých Budějovic, kterou musel Švejk, hrdina románu Osudy dobrého vojáka Švejka za světové války od spisovatele Jaroslava Haška, absolvovat pěšky k vlastnímu regimentu. Dobrodružství je popsáno v druhém díle Na frontě.

## Trasa
Trasu Tábor – Milevsko prošel Švejk bez problémů, ovšem za obcí Květov, kde dostal bramboračku, musel překonat řeku. Nyní jsou přes Vltavu a Otavu postavené mosty, v době Švejkova putování však neexistovaly. Jak se Švejkovi podařilo obě tyto řeky překonat, o tom lze pouze spekulovat. V době, kdy putoval z Tábora do Budějovic ještě nebyla vybudována Orlická přehrada a tudíž skalnaté srázy vedoucí k oběma řekám musely být velmi obtížně schůdné. Snad tam v době vzniku románu vedla nějaká cesta a břehy byly propojeny přívozem nebo lávkami. 
Dále Jaroslav Hašek popisuje, jak Švejk potkal mezi Květovem a Vráží hodnou babičku. Cesta z Květova do Vráže měří asi 20 km, je tedy nejasné, kde se skutečně potkali. V románu babička vojákovi zmateně radila, aby se dal na Malčín, vyhnul se Čížové, měl jít přímo přes Sedlec do Horažďovic, ale když nemá papíry, měl jít na Radomyšl.
Švejk však nedbal babiččiných rad a šel dále z Vráže lesní cestou až na křižovatku před obec Křešice. Zde si mohl vybrat, zda zabočit doprava a po 3,5 km dorazit do Malčic (dříve Malčín) nebo doleva a také po 3,5 km dojít do Čížové.
Švejk šel nejdříve přímo na sever do Malčína, tam si dal kořalku (stará hospoda zde ještě stojí, už ale hospodou není). Poté se však otočil a šel stejnou cestou zpět až na křižovatku před Křešicemi a dále pokračoval rovně do Čížové. Odtud do Sedlece (dnes Sedlice). 
Jestli potom skutečně pokračoval až do Horažďovic, není z románu patrné. Také se objevují nejasnosti z popisu cesty a to, že z Čížové se jde na Radomyšl na východ. Ve skutečnosti je tomu právě naopak. Navíc nešel na Radomyšl, ale na Sedlec, což je také směr západní. 
Přes všechny tyto nejasnosti vedla trasa, kterou Švejk popsal píseckému rytmistru Königovi, takto:
Tábor – Milevsko – Květov – Vráž – Malčín (Malčice) - Čížová – Sedlec (Sedlice) – Horažďovice – Radomyšl – Putim – Štěkno (Štěkeň) – Strakonice – Volyně – Dub – Vodňany – Protivín – Putim – Písek.

## Popis jednotlivých etap
Mapu cesty je možno najít na webu visitpisek.cz.
- Tábor – Všechov – Dražice – Drhovice – Oltyně – Hodušín – Sepekov – Milevsko, 28 km
- Milevsko – Osek – Květov, 8 km
- Květov – Kučeř – Zvíkovské Podhradí – Varvažov – Ostrovec – Vráž, 20 km
- Vráž – Malčín (Malčice), 11 km
- Malčice – Předotice – Křešice – Nová Ves – Čížová, 7 km
- Čížová – Bošovice – Chlaponice – Mladotice – Pamětice – Dubí Hora – Sedlice, 16 km
- Sedlice – Čekanice – Záboří – Čečelovice – Slivonice – Komušín – Svéradice – Velký Bor – Horažďovice, 27 km
- Horažďovice – Hlupín – Třebohostice – Chrášťovice – Leskovice – Radomyšl, 21 km
- Radomyšl – Osek – Jemnice – Dobev – Kestřany – Lhota – Putim, 21 km
- Putim – Ražice – Sudoměř – Čejetice – Štěkeň, 12 km
- Štěkeň – Přešťovice – Strakonice, 11 km
- Strakonice – Přední Zborovice – Strunkovice – Hoštice – Přechovice – Volyně, 14 km
- Volyně – Litochovice – Čepřovice – Jiřetice – Koječín – Helfenburg – Javorníce – Dub, 16 km
- Dub – Dubská Lhota – Dvorec – Bavorov – Svinětice – Pražák – Vodňany, 20 km
- Vodňany – Protivín, 7 km
- Protivín – Skály – Heřmaň – Putim, 15 km
- Putim – Písek, 10 km